# 辛ドン
辛旽（しんどん、朝鮮語: 신돈、至治2年（1322年） - 洪武4年7月11日（1371年8月21日））は、高麗末期、恭愍王の時代の僧。法名は遍照。辛は俗姓、旽は還俗での名。父は不詳。母は桂城県玉川寺の奴婢。（東國僧尼錄）諡号清閑居士。当初王の信頼も篤かったが、僧の品位に欠けるほか、傍若無人な振る舞いで信任を失い、謀叛の計画も失敗に終わり流刑後 処刑された。なお、第32代高麗王の王禑は高麗史上は辛旽の子として扱われ、それ故辛禑と呼ばれ、その子 第33代高麗王、王昌も辛昌と呼ばれている。従って、彼らは正当な高麗王の家系でなく王位継承権が無く、王位を禅譲された李氏朝鮮の太祖李成桂が正当な高麗の王位継承者と記述されている。

## 略年表
- 1364年：恭愍王と会う。
- 1365年：真平侯に封ざれた.

守正履順論道燮理保世功臣壁上三韓三重大匡領都僉議使司事判重房監察司事鷲山府院君提調僧錄司事兼判書雲觀事
- 1366年：田民弁正都監を設け、辛旽 判事となる。
- 1369年：風水説で王に遷都計画、自らを五道都事審官にの提案

国王暗殺計画→水原に流される
- 1371年：処刑

## 最近の話題
- MBC『辛旽 高麗中興の功臣』（2005年 - 2006年）の放映によって、恭愍王の在位時代に関心が高まっている。劇中の王は改革に身をささげた君主と描かれている。ドラマでは、横暴な元と奇皇后の外戚の専横に苦しみ、人質として元に行き美しい魯国公主と共に帰国し、王位に就く。魯国公主と辛旽の助けで元から独立、社会の矛盾の清算のために大胆な改革を断行していく姿が描かれている。しかし、魯国公主が死亡すると失意に陥り、国事を辛旽に任せて自分は魯国公主の弔いに専念する等のストーリーである。このような歴史劇に書かれていることが史実であるとの誤解も増えてきている。[要出典]
- 2016年に発覚した朴槿恵大統領と崔順実の関係について社会部処の幹部は「今の状況は高麗時代の恭愍王と辛ドンのようで常識ではとても納得出来ない。国民(韓国国民)が崔順実を大統領に選んでいた」と失笑した[7]。